# Liga Premier de Bosnia y Herzegovina 2025-26
La Liga Premier de Bosnia y Herzegovina 2025-26 es la edición número 26 de la Liga Premier de Bosnia y Herzegovina. La temporada comenzó el 26 de julio de 2025 y terminará en mayo de 2026.
Se trata de la primera temporada de la Liga Premier de Bosnia y Herzegovina que será disputada por diez clubes.
El HŠK Zrinjski Mostar fue el defensor del título tras conseguir su tercer campeonato en la temporada anterior.

## Formato
Los diez equipos participantes jugarán entre sí todos contra todos cuatro veces totalizando 36 partidos cada uno, al término de la fecha 36 el primer clasificado obtendrá un cupo para la primera ronda de la Liga de Campeones 2026-27, mientras que el segundo y tercer clasificado obtendrán un cupo para la primera ronda de la Liga Conferencia 2026-27; por otro lado los dos últimos clasificados descenderán a la Prva Liga FBiH 2026-27 o a la Prva Liga RS 2026-27.
Un tercer cupo para la Segunda ronda de la Liga Conferencia 2026-27 es asignado al campeón de la Copa de Bosnia y Herzegovina.

## Ascensos y descensos
| Pos. | de Liga Premier de Bosnia y Herzegovina 2024-25 |
| ---- | ----------------------------------------------- |
| 10.° | Igman Konjic                                    |
| 11.º | GOŠK Gabela                                     |
| 12.º | Sloboda Tuzla                                   |

| Pos. | Ascendidos 2024-25                     |
| ---- | -------------------------------------- |
| 1.º  | Rudar Prijedor (Liga República Srpska) |

## Equipos participantes
| Equipo            | Ciudad        | Estadio                      | Capacidad |
| ----------------- | ------------- | ---------------------------- | --------- |
| Borac             | Bania Luka    | Gradski stadion Banja Luka   | 10,030    |
| Posuŝje           | Posušje       | Stadion Mokri Dolac          | 8,000     |
| Radnik Bijeljina  | Bijeljina     | Bijeljina Gradski Stadion    | 6,000     |
| FK Rudar Prijedor | Prijedor      | Gradski stadion              | 3,540     |
| Sarajevo          | Sarajevo      | Estadio Asim Ferhatović Hase | 34,500    |
| Sloga Doboj       | Doboj         | Luke Stadium                 | 3,000     |
| Široki Brijeg     | Široki Brijeg | Estadio Pecara               | 7,000     |
| Velež Mostar      | Mostar        | Stadion Rođeni               | 7,000     |
| Zrinjski Mostar   | Mostar        | Stadion pod Bijelim Brijegom | 9,000     |
| Željezničar       | Sarajevo      | Estadio Grbavica             | 13,146    |

## Clasificación
| Pos. | Equipo           | Pts. | PJ | G | E | P | GF | GC | Dif. | Clasificación o descenso                                 |
| ---- | ---------------- | ---- | -- | - | - | - | -- | -- | ---- | -------------------------------------------------------- |
| 1    | Željezničar      | 8    | 4  | 2 | 2 | 0 | 4  | 2  | +2   | Primera ronda de la Liga de Campeones                    |
| 2    | Borac            | 7    | 3  | 2 | 1 | 0 | 8  | 1  | +7   | Primera ronda de la Liga Conferencia                     |
| 3    | Sloga Doboj      | 6    | 3  | 2 | 0 | 1 | 4  | 3  | +1   | Primera ronda de la Liga Conferencia                     |
| 4    | Radnik Bijeljina | 5    | 4  | 1 | 2 | 1 | 7  | 6  | +1   |                                                          |
| 5    | Široki Brijeg    | 5    | 4  | 1 | 2 | 1 | 5  | 5  | 0    |                                                          |
| 6    | Velež Mostar     | 4    | 4  | 1 | 1 | 2 | 5  | 4  | +1   |                                                          |
| 7    | Sarajevo         | 4    | 3  | 1 | 1 | 1 | 7  | 7  | 0    |                                                          |
| 8    | Rudar Prijedor   | 4    | 4  | 1 | 1 | 2 | 3  | 10 | −7   |                                                          |
| 9    | Zrinjski Mostar  | 1    | 1  | 0 | 1 | 0 | 0  | 0  | 0    | Descenso a Prva Liga FBiH 2026-27 o Prva Liga RS 2026-27 |
| 10   | Posušje          | 1    | 4  | 0 | 1 | 3 | 2  | 6  | −4   | Descenso a Prva Liga FBiH 2026-27 o Prva Liga RS 2026-27 |

Actualizado a los partidos jugados el 17 de agosto de 2025.
 Fuente: SoccerWay
Criterios de clasificación: 1) Puntos; 2) Diferencia de gol; 3) Goles marcados; 4) Puntos directos; 5) Diferencia de gol directa; 6) Goles de visita directos (solamente entre dos equipos); 7) Goles marcados directos; 8) Play-off. (Criterio 2 y 3 no son usados para decidir campeón, clasificación a competencia UEFA, o descenso)

## Resultados
Los clubes juegan entre sí en cuatro ocasiones para un total de 36 partidos cada uno.
| Local \ Visitante | BOR | POS | RAD | RUD | SAR | SDO | SIR | VEL | ZRI | ZEL |
| ----------------- | --- | --- | --- | --- | --- | --- | --- | --- | --- | --- |
| Borac             | —   |     |     | 6–0 |     |     |     |     | Apl |     |
| Posušje           |     | —   |     |     |     |     |     |     |     | 0–1 |
| Radnik Bijeljina  |     | 2–0 | —   |     |     |     |     |     |     |     |
| Rudar Prijedor    |     |     | 1–0 | —   |     |     | 1–3 |     |     |     |
| Sarajevo          |     | 2–1 | 4–4 |     | —   |     |     |     |     | a   |
| Sloga Doboj       | 0–1 |     |     |     | 2–1 | —   |     | 2–1 |     |     |
| Široki Brijeg     |     | 1–1 |     |     |     |     | —   | 1–3 |     |     |
| Velež Mostar      | 1–1 |     |     |     |     |     |     | —   | a   | 0–1 |
| Zrinjski Mostar   |     |     |     |     | Apl | Apl | 0–0 | a   | —   |     |
| Željezničar       |     |     | 1–1 | 1–1 | a   |     |     |     |     | —   |

| Local \ Visitante | BOR | POS | RAD | RUD | SAR | SDO | SIR | VEL | ZRI | ZEL |
| ----------------- | --- | --- | --- | --- | --- | --- | --- | --- | --- | --- |
| Borac             | —   |     |     |     |     |     |     |     |     |     |
| Posušje           |     | —   |     |     |     |     |     |     |     |     |
| Radnik Bijeljina  |     |     | —   |     |     |     |     |     |     |     |
| Rudar Prijedor    |     |     |     | —   |     |     |     |     |     |     |
| Sarajevo          |     |     |     |     | —   |     |     |     |     | a   |
| Sloga Doboj       |     |     |     |     |     | —   |     |     |     |     |
| Široki Brijeg     |     |     |     |     |     |     | —   |     |     |     |
| Velež Mostar      |     |     |     |     |     |     |     | —   | a   |     |
| Zrinjski Mostar   |     |     |     |     |     |     |     | a   | —   |     |
| Željezničar       |     |     |     |     | a   |     |     |     |     | —   |